# Johann Friedrich Agricola
Johann Friedrich Agricola (Dobitschen, 4 de janeiro de 1720 — Berlim, 2 de dezembro de 1774) foi um compositor, organista, cantor, pedagogo, e musicólogo alemão. Às vezes escreveu sob o pseudônimo de Flavio Anicio Olibrio.

## Biografia
Agricola nasceu em Dobitschen, Turíngia, no dia 4 de janeiro de 1720. Quando era estudante de Direito em Leipzig, estudou música com Johann Sebastian Bach. Em 1741, foi para Berlim, onde estudou composição musical com Johann Joachim Quantz.
Logo foi reconhecido por todos como um dos organistas mais hábeis de seu tempo. O sucesso de sua ópera cômica, Il Filosofo convinto in amore, apresentada em Potsdam, em 1750, levou-o a ser nomeado compositor da corte de Frederico, o Grande. Em 1759, com a morte de Carl Heinrich Graun, foi nomeado regente da orquestra real. Casou-se com a notável soprano Benedetta Emilia Molteni, um casamento que o rei aparentemente desaprovou.
Durante sua vida, Agricola escreveu uma série de óperas italianas, assim como lieder, prelúdios para corais, várias outras peças para instrumentos de teclas e música sacra, especialmente oratórios e cantatas. Sua fama repousa principalmente, em seus escritos teóricos e críticos sobre temas musicais. Em 1754, Agricola co-escreveu com Carl Philipp Emanuel Bach um obituário para Johann Sebastian Bach. Sua Anleitung zur Singekunst (Introdução à Arte de Cantar), de 1757, é uma tradução do tratado de 1723 de Pier Francesco Tosi, Opinioni de' cantori antichi e moderni, com extensos comentários do próprio Agricola.
Johann faleceu em 2 de dezembro de 1774, aos 54 anos.

## Obras
Agrícola escreveu várias óperas italianas, além de Lieder, prelúdios de coral, várias outras peças para teclado e música sacra, especialmente oratórios e cantatas. Sua reputação repousa principalmente, no entanto, em seus escritos teóricos e críticos sobre temas musicais.

### Autor
Em 1754, ele foi co-autor, com Carl Philipp Emanuel Bach, do obituário de J. S. Bach. Seu Anleitung zur Singekunst (Introdução à Arte de Cantar) de 1757 é uma tradução do tratado Opinioni de 'cantori antichi e moderni de Pier Francesco Tosi, de 1723, com os extensos comentários de Agricola. Editou e acrescentou extenso comentário à edição 1768 (póstuma) Musica mechanica organoedi (Tradução em inglês) de Jakob Adlung. Suas anotações são consideradas uma importante fonte de informação sobre as opiniões de J. S. Bach sobre os designs de piano forte de Gottfried Silbermann, no cravo alaúde e na construção de órgãos.

### Copista
Agrícola também é citado nos estudos de Bach como um dos copistas de ambos os livros do Well-Tempered Clavier e de St. Matthew Passion.

### Compositor

#### Teclado
- Ach, was soll ich Sünder machen
- Jauchzet, ihr Erlösten dem Herren
- Harpsicord Sonata in F major

#### Órgão
- Jesu, meine Freude
- Ein feste Burg ist unser Gott
- Auf meinen lieben Gott
- Erbarm dich mein, o Herre Gott
- Es ist das Heil uns kommen her
- Jauchzt, ihr Erlösten, dem Herren
- O Ewigkeit, du Donnerwort
- Herr, ich habe mißgehandelt
- Herr Jesu Christ, ich weiß gar wohl
- Wer nur den lieben Gott läßt walten
- Ach, was soll ich Sünder machen
- O Traurigkeit, o Herzeleid
- Keinen hat Gott verlassen
- Herzliebster Jesu, was hast du verbrochen
- Freu dich sehr, o meine Seele
- Ich hab mein Sach Gott heimgestellt

#### Obras de Câmara
- Flute Sonata in A major

#### Trabalhos vocais
- A la mignonne de fortune (canção)
- L'accorto nocchiero (ária)
- Canzonetta, Les Rois d'Égypte
- 6 Canzonettes
- Cleofide
- Torna aprile e l'aure scherzano (ária)

#### Obras de coral
- Die Hirten bei der Krippe, cantata para 4 vozes, coro e orquestra
- Kündlich gross ist das gottselige Geheimnis, cantata para 4 vozes, coro e orquestra
- Uns ist ein Kind geboren, cantata para 4 vozes, coro e orquestra
- Die Hirten bey der Krippe zu Belém, cantata sagrada
- Der König jauchzt, cantata sagrada
- Il tempio d'amore, serenata
- Magnificat em Ré maior

#### Opera
- Alessandro nell'Indie (1754)
- Achille in Sciro, (1765)
- L'Ippocondriaco